# You Make Me Sick
You Make Me Sick (englisch für „Du machst mich krank“) ist ein Pop-Rock-Titel der US-amerikanischen Popsängerin Pink aus dem Jahr 2000.

## Entstehung und Veröffentlichung
Das Lied wurde von Brainz Dimilo, Anthony President sowie Mark Tabb geschrieben beziehungsweise komponiert. Dimilo und President zeichneten überdies mit Kenneth Edmonds (Babyface) für die Produktion verantwortlich.
Die Erstveröffentlichung von You Make Me Sick erfolgte am  4. April 2000 auf ihrem Debütalbum Can’t Take Me Home. Die Single wurde am 13. Februar 2001 von LaFace Records veröffentlicht. Es handelt sich nach There You Go und Most Girls um die dritte Singleauskopplung aus ihrem Debütalbum Can’t Take Me Home.

## Inhalt
You Make Me Sick ist ein Liebeslied. Pink selbst meint unter anderem, dass ihr „Liebling“ sie krank mache. Sie wolle ihn und hasse es. Ihr Liebling zünde sie wie einen Kerzendocht an.

## Musikvideo
Das Musikvideo entstand unter der Regie von Dave Meyers. Darin spielt neben der Interpretin selbst der Schauspieler Martin Klebba mit. Es zählte bis Oktober 2023 über 19 Millionen Aufrufe auf YouTube.

## Rezeption

### Charts und Chartplatzierungen
| ChartsChartplatzierungen       | Höchstplatzierung | Wochen |
| ------------------------------ | ----------------- | ------ |
| Deutschland (GfK)              | 88 (3 Wo.)        | 3      |
| Vereinigtes Königreich (OCC)   | 9 (6 Wo.)         | 6      |
| Vereinigte Staaten (Billboard) | 33 (19 Wo.)       | 19     |

### Auszeichnungen für Musikverkäufe
| Land/Region               | Auszeichnungen für Musikverkäufe (Land/Region, Auszeichnung, Verkäufe) | Verkäufe |
| ------------------------- | ---------------------------------------------------------------------- | -------- |
| Australien (ARIA)         | Gold                                                                   | 35.000   |
| Vereinigte Staaten (RIAA) | —                                                                      | 93.000   |
| Insgesamt                 | 1× Gold ·                                                              | 128.000  |

Hauptartikel: Pink (Musikerin)/Auszeichnungen für Musikverkäufe